# Шейпин, Стивен
Стивен Шейпин (Шапин, англ. Steven Shapin; род. 11 сентября 1943 года, Нью-Йорк) — американский историк и социолог науки. Доктор философии (1971), именной профессор Гарварда; член Американской академии искусств и наук. Отмечен George Sarton Medal (2014). Вероятно, наиболее известен двумя работами по науке семнадцатого века A Social History of Truth (1994) и The Scientific Revolution (1996).
Бакалавр биологии и магистр истории и социологии науки. Степень доктора философии по истории и социологии науки получил в Пенсильванском университете в 1971 году.
В 1972-89 гг. преподаватель Эдинбургского университета.
В 1989—2003 гг. профессор социологии в Калифорнийском университете в Сан-Диего.
Затем — на кафедре истории науки Гарварда, именной профессор (Franklin L. Ford Professor) истории науки.